# Piękne Łąki
Piękne Łąki (deutsch Schönwiese) ist ein Dorf in der polnischen Woiwodschaft Ermland-Masuren, das zur Stadt- und Landgemeinde Gołdap (Goldap) im Kreis Gołdap gehört.

## Geographische Lage
Piękne Łąki liegt im Nordosten der Woiwodschaft Ermland-Masuren linksseitig des Flüsschens Goldap (polnisch: Gołdapa). Die Kreisstadt Gołdap (Goldap) liegt drei Kilometer in südöstlicher Richtung.

## Geschichte
Das einstige Schönwiese bestand vor 1945 aus ein paar kleinen Gehöften und war in die Stadtgemeinde Goldap eingemeindet. So war es Teil des Kreises Goldap im Regierungsbezirk Gumbinnen der preußischen Provinz Ostpreußen.
In Kriegsfolge kam Schönwiese 1945 mit dem südlichen Ostpreußen zu Polen und trägt seitdem die polnische Bezeichnung „Piękne Łąki“. Der Ort ist jetzt verselbständigt, allerdings im Verbund der Stadt- und Landgemeinde Gołdap im Powiat Gołdapski, bis 1998 der Woiwodschaft Suwałki, seither der Woiwodschaft Ermland-Masuren zugehörig.

## Religionen
Kirchlich waren sowohl die evangelischen als auch die katholischen Einwohner Schönwieses vor 1945 nach Goldap hin orientiert. Das hat sich auch für die Bevölkerung Piękne Łąki nach 1945 nicht geändert.

## Verkehr
Abseits vom bedeutenden Verkehrsgeschehen ist Piękne Łąki nur über eine untergeordnete Nebenstraße zu erreichen, die von Gołdap aus über Bałupiany (Ballupönen, 1938 bis 1945 Ballenau) nach Mażucie (Masutschen, 1938 bis 1945 Oberhofen) ins polnisch-russische Grenzgebiet führt.
Anschluss an das Schienennetz bestand bis 1993 über die Bahnstation Goldap an der Bahnstrecke Ełk–Tschernjachowsk (Lyck–Insterburg), die allerdings im Norden kriegsbedingt schon 1945, im Süden dann im Jahre 1993 außer Betrieb gesetzt wurde.